# Harumi Honda
Pour les articles homonymes, voir Honda (homonymie).
Harumi Honda (本田 晴美, Honda Harumi, né le 12 novembre 1963) est un coureur cycliste japonais. Il a été champion du monde de keirin en 1987.

## Palmarès

### Championnats du monde
- Vienne 1987
  -  Champion du monde de keirin

### Championnats d'Europe
- 1988
  -  Médaillé d'or de la vitesse

- 1989
  -  Médaillé d'argent de la vitesse